# Liste des codes pays de la FIFA
 (juillet 2018).
| Sigles de 2 caractères   |
| ► Sigles de 3 caractères |
| Sigles de 4 caractères   |
| Sigles de 5 caractères   |
| Sigles de 6 caractères   |
| Sigles de 7 caractères   |
| Sigles de 8 caractères   |

La Fédération internationale de football association (FIFA) compte, en 2018, 211 fédérations nationales de football. Un code à trois lettres correspond à chaque fédération. Il est également utilisé par les différentes confédérations.
Certaines fédérations ne sont pas affiliées à la FIFA mais un code est attribué et utilisé au niveau continental.

## Listes des codes pays actuels affiliés à la FIFA
La liste suivante donne les codes avec les dénominations utilisées par la FIFA.
| Code FIFA | Pays / Nation                    | Fédération nationale                                                    | Fiche FIFA | Équipe masculine                | Équipe féminine                 |
| --------- | -------------------------------- | ----------------------------------------------------------------------- | ---------- | ------------------------------- | ------------------------------- |
| AFG       | Afghanistan                      | Fédération d'Afghanistan de football                                    | Fiche FIFA | Afghanistan                     | Afghanistan                     |
| RSA       | Afrique du Sud                   | Fédération sud-africaine de football                                    | Fiche FIFA | Afrique du Sud                  | Afrique du Sud                  |
| ALB       | Albanie                          | Fédération albanaise de football                                        | Fiche FIFA | Albanie                         | Albanie                         |
| ALG       | Algérie                          | Fédération algérienne de football                                       | Fiche FIFA | Algérie                         | Algérie                         |
| GER       | Allemagne                        | Fédération allemande de football                                        | Fiche FIFA | Allemagne                       | Allemagne                       |
| AND       | Andorre                          | Fédération d'Andorre de football                                        | Fiche FIFA | Andorre                         | Andorre                         |
| ENG       | Angleterre                       | Fédération anglaise de football                                         | Fiche FIFA | Angleterre                      | Angleterre                      |
| ANG       | Angola                           | Fédération d'Angola de football                                         | Fiche FIFA | Angola                          | Angola                          |
| AIA       | Anguilla                         | Fédération d'Anguilla de football                                       | Fiche FIFA | Anguilla                        | Anguilla                        |
| ATG       | Antigua-et-Barbuda               | Fédération d'Antigua-et-Barbuda de football                             | Fiche FIFA | Antigua-et-Barbuda              | Antigua-et-Barbuda              |
| KSA       | Arabie saoudite                  | Fédération d'Arabie saoudite de football                                | Fiche FIFA | Arabie saoudite                 | Arabie saoudite                 |
| ARG       | Argentine                        | Association du football argentin                                        | Fiche FIFA | Argentine                       | Argentine                       |
| ARM       | Arménie                          | Fédération de football d'Arménie                                        | Fiche FIFA | Arménie                         | Arménie                         |
| ARU       | Aruba                            | Fédération d'Aruba de football                                          | Fiche FIFA | Aruba                           | Aruba                           |
| AUS       | Australie                        | Fédération d'Australie de football                                      | Fiche FIFA | Australie                       | Australie                       |
| AUT       | Autriche                         | Fédération autrichienne de football                                     | Fiche FIFA | Autriche                        | Autriche                        |
| AZE       | Azerbaïdjan                      | Fédération d'Azerbaïdjan de football                                    | Fiche FIFA | Azerbaïdjan                     | Azerbaïdjan                     |
| BAH       | Bahamas                          | Fédération des Bahamas de football                                      | Fiche FIFA | Bahamas                         | Bahamas                         |
| BHR       | Bahreïn                          | Fédération de Bahreïn de football                                       | Fiche FIFA | Bahreïn                         | Bahreïn                         |
| BAN       | Bangladesh                       | Fédération du Bangladesh de football                                    | Fiche FIFA | Bangladesh                      | Bangladesh                      |
| BRB       | Barbade                          | Fédération de la Barbade de football                                    | Fiche FIFA | Barbade                         | Barbade                         |
| BEL       | Belgique                         | Union royale belge des sociétés de football association                 | Fiche FIFA | Belgique                        | Belgique                        |
| BLZ       | Belize                           | Fédération du Belize de football                                        | Fiche FIFA | Belize                          | Belize                          |
| BEN       | Bénin                            | Fédération béninoise de football                                        | Fiche FIFA | Bénin                           | Bénin                           |
| BER       | Bermudes                         | Fédération des Bermudes de football                                     | Fiche FIFA | Bermudes                        | Bermudes                        |
| BHU       | Bhoutan                          | Fédération du Bhoutan de football                                       | Fiche FIFA | Bhoutan                         | Bhoutan                         |
| BLR       | Biélorussie                      | Fédération biélorusse de football                                       | Fiche FIFA | Biélorussie                     | Biélorussie                     |
| MYA       | Birmanie                         | Fédération de Birmanie de football                                      | Fiche FIFA | Birmanie                        | Birmanie                        |
| BOL       | Bolivie                          | Fédération bolivienne de football                                       | Fiche FIFA | Bolivie                         | Bolivie                         |
| BIH       | Bosnie-Herzégovine               | Fédération de football de Bosnie-Herzégovine                            | Fiche FIFA | Bosnie-Herzégovine              | Bosnie-Herzégovine              |
| BOT       | Botswana                         | Fédération du Botswana de football                                      | Fiche FIFA | Botswana                        | Botswana                        |
| BRA       | Brésil                           | Confédération brésilienne de football                                   | Fiche FIFA | Brésil                          | Brésil                          |
| BRU       | Brunei                           | Fédération de Brunei de football                                        | Fiche FIFA | Brunei                          | pas d'équipe                    |
| BUL       | Bulgarie                         | Fédération de Bulgarie de football                                      | Fiche FIFA | Bulgarie                        | Bulgarie                        |
| BFA       | Burkina Faso                     | Fédération burkinabé de football                                        | Fiche FIFA | Burkina Faso                    | Burkina Faso                    |
| BDI       | Burundi                          | Fédération de football du Burundi                                       | Fiche FIFA | Burundi                         | Burundi                         |
| CAM       | Cambodge                         | Fédération du Cambodge de football                                      | Fiche FIFA | Cambodge                        | Cambodge                        |
| CMR       | Cameroun                         | Fédération camerounaise de football                                     | Fiche FIFA | Cameroun                        | Cameroun                        |
| CAN       | Canada                           | Association canadienne de soccer                                        | Fiche FIFA | Canada                          | Canada                          |
| CPV       | Cap-Vert                         | Fédération du Cap-Vert de football                                      | Fiche FIFA | Cap-Vert                        | Cap-Vert                        |
| CHI       | Chili                            | Fédération du Chili de football                                         | Fiche FIFA | Chili                           | Chili                           |
| CHN       | Chine                            | Fédération de Chine de football                                         | Fiche FIFA | Chine                           | Chine                           |
| CYP       | Chypre                           | Fédération chypriote de football                                        | Fiche FIFA | Chypre                          | Chypre                          |
| COL       | Colombie                         | Fédération colombienne de football                                      | Fiche FIFA | Colombie                        | Colombie                        |
| COM       | Comores                          | Fédération comorienne de football                                       | Fiche FIFA | Comores                         | Comores                         |
| CGO       | Congo                            | Fédération congolaise de football                                       | Fiche FIFA | Congo                           | Congo                           |
| PRK       | Corée du Nord                    | Fédération de football de la république populaire démocratique de Corée | Fiche FIFA | Corée du Nord                   | Corée du Nord                   |
| KOR       | Corée du Sud                     | Fédération de Corée du Sud de football                                  | Fiche FIFA | Corée du Sud                    | Corée du Sud                    |
| CRC       | Costa Rica                       | Fédération du Costa Rica de football                                    | Fiche FIFA | Costa Rica                      | Costa Rica                      |
| CIV       | Côte d'Ivoire                    | Fédération ivoirienne de football                                       | Fiche FIFA | Côte d'Ivoire                   | Côte d'Ivoire                   |
| CRO       | Croatie                          | Fédération croate de football                                           | Fiche FIFA | Croatie                         | Croatie                         |
| CUB       | Cuba                             | Fédération de Cuba de football                                          | Fiche FIFA | Cuba                            | Cuba                            |
| CUR       | Curaçao                          | Fédération de Curaçao de football                                       | Fiche FIFA | Curaçao                         | Curaçao                         |
| DEN       | Danemark                         | Fédération danoise de football                                          | Fiche FIFA | Danemark                        | Danemark                        |
| DJI       | Djibouti                         | Fédération djiboutienne de football                                     | Fiche FIFA | Djibouti                        | Djibouti                        |
| DMA       | Dominique                        | Fédération de Dominique de football                                     | Fiche FIFA | Dominique                       | Dominique                       |
| SCO       | Écosse                           | Fédération écossaise de football                                        | Fiche FIFA | Écosse                          | Écosse                          |
| EGY       | Égypte                           | Fédération égyptienne de football                                       | Fiche FIFA | Égypte                          | Égypte                          |
| UAE       | Émirats arabes unis              | Fédération des Émirats arabes unis de football                          | Fiche FIFA | Émirats arabes unis             | Émirats arabes unis             |
| ECU       | Équateur                         | Fédération équatorienne de football                                     | Fiche FIFA | Équateur                        | Équateur                        |
| ERI       | Érythrée                         | Fédération d'Érythrée de football                                       | Fiche FIFA | Érythrée                        | Érythrée                        |
| ESP       | Espagne                          | Fédération royale espagnole de football                                 | Fiche FIFA | Espagne                         | Espagne                         |
| EST       | Estonie                          | Fédération estonienne de football                                       | Fiche FIFA | Estonie                         | Estonie                         |
| SWZ       | Eswatini                         | Fédération d'Eswatini de football                                       | Fiche FIFA | Eswatini                        | Eswatini                        |
| USA       | États-Unis                       | Fédération des États-Unis de soccer                                     | Fiche FIFA | États-Unis                      | États-Unis                      |
| ETH       | Éthiopie                         | Fédération éthiopienne de football                                      | Fiche FIFA | Éthiopie                        | Éthiopie                        |
| FIJ       | Fidji                            | Fédération des Fidji de football                                        | Fiche FIFA | Fidji                           | Fidji                           |
| FIN       | Finlande                         | Association finlandaise de football                                     | Fiche FIFA | Finlande                        | Finlande                        |
| FRA       | France                           | Fédération française de football                                        | Fiche FIFA | France                          | France                          |
| GAB       | Gabon                            | Fédération gabonaise de football                                        | Fiche FIFA | Gabon                           | Gabon                           |
| GAM       | Gambie                           | Fédération de Gambie de football                                        | Fiche FIFA | Gambie                          | Gambie                          |
| GEO       | Géorgie                          | Fédération géorgienne de football                                       | Fiche FIFA | Géorgie                         | Géorgie                         |
| GHA       | Ghana                            | Fédération du Ghana de football                                         | Fiche FIFA | Ghana                           | Ghana                           |
| GIB       | Gibraltar                        | Fédération de football de Gibraltar                                     | Fiche FIFA | Gibraltar                       | Gibraltar                       |
| GRE       | Grèce                            | Fédération hellénique de football                                       | Fiche FIFA | Grèce                           | Grèce                           |
| GRN       | Grenade                          | Fédération grenadienne de football                                      | Fiche FIFA | Grenade                         | Grenade                         |
| GUM       | Guam                             | Fédération de Guam de football                                          | Fiche FIFA | Guam                            | Guam                            |
| GUA       | Guatemala                        | Fédération du Guatemala de football                                     | Fiche FIFA | Guatemala                       | Guatemala                       |
| GUI       | Guinée                           | Fédération guinéenne de football                                        | Fiche FIFA | Guinée                          | Guinée                          |
| EQG       | Guinée équatoriale               | Fédération de Guinée équatoriale de football                            | Fiche FIFA | Guinée équatoriale              | Guinée équatoriale              |
| GNB       | Guinée-Bissau                    | Fédération de Guinée-Bissau de football                                 | Fiche FIFA | Guinée-Bissau                   | Guinée-Bissau                   |
| GUY       | Guyana                           | Fédération du Guyana de football                                        | Fiche FIFA | Guyana                          | Guyana                          |
| HAI       | Haïti                            | Fédération haïtienne de football                                        | Fiche FIFA | Haïti                           | Haïti                           |
| HON       | Honduras                         | Fédération du Honduras de football                                      | Fiche FIFA | Honduras                        | Honduras                        |
| HKG       | Hong Kong                        | Fédération de Hong Kong de football                                     | Fiche FIFA | Hong Kong                       | Hong Kong                       |
| HUN       | Hongrie                          | Fédération hongroise de football                                        | Fiche FIFA | Hongrie                         | Hongrie                         |
| CAY       | Îles Caïmans                     | Fédération des Îles Caïmans de football                                 | Fiche FIFA | Îles Caïmans                    | Îles Caïmans                    |
| COK       | Îles Cook                        | Fédération des Îles Cook de football                                    | Fiche FIFA | Îles Cook                       | Îles Cook                       |
| FRO       | Îles Féroé                       | Fédération des îles Féroé de football                                   | Fiche FIFA | Îles Féroé                      | Îles Féroé                      |
| SOL       | Îles Salomon                     | Fédération des Salomon de football                                      | Fiche FIFA | Îles Salomon                    | Salomon                         |
| TCA       | Îles Turques-et-Caïques          | Fédération des Îles Turques-et-Caïques de football                      | Fiche FIFA | Îles Turques-et-Caïques         | Îles Turques-et-Caïques         |
| VGB       | Îles Vierges britanniques        | Fédération des Îles Vierges britanniques de football                    | Fiche FIFA | Îles Vierges britanniques       | Îles Vierges britanniques       |
| VIR       | Îles Vierges des États-Unis      | Fédération des îles Vierges des États-Unis de football                  | Fiche FIFA | Îles Vierges des États-Unis     | Îles Vierges des États-Unis     |
| IND       | Inde                             | Fédération d'Inde de football                                           | Fiche FIFA | Inde                            | Inde                            |
| IDN       | Indonésie                        | Fédération d'Indonésie de football                                      | Fiche FIFA | Indonésie                       | Indonésie                       |
| IRQ       | Irak                             | Fédération d'Irak de football                                           | Fiche FIFA | Irak                            | Irak                            |
| IRN       | Iran                             | Fédération d'Iran de football                                           | Fiche FIFA | Iran                            | Iran                            |
| IRL       | Irlande                          | Fédération d'Irlande de football                                        | Fiche FIFA | République d'Irlande            | République d'Irlande            |
| NIR       | Irlande du Nord                  | Association irlandaise de football                                      | Fiche FIFA | Irlande du Nord                 | Irlande du Nord                 |
| ISL       | Islande                          | Fédération d'Islande de football                                        | Fiche FIFA | Islande                         | Islande                         |
| ISR       | Israël                           | Fédération d'Israël de football                                         | Fiche FIFA | Israël                          | Israël                          |
| ITA       | Italie                           | Fédération italienne de football                                        | Fiche FIFA | Italie                          | Italie                          |
| JAM       | Jamaïque                         | Fédération de Jamaïque de football                                      | Fiche FIFA | Jamaïque                        | Jamaïque                        |
| JPN       | Japon                            | Fédération japonaise de football                                        | Fiche FIFA | Japon                           | Japon                           |
| JOR       | Jordanie                         | Fédération de Jordanie de football                                      | Fiche FIFA | Jordanie                        | Jordanie                        |
| KAZ       | Kazakhstan                       | Fédération du Kazakhstan de football                                    | Fiche FIFA | Kazakhstan                      | Kazakhstan                      |
| KEN       | Kenya                            | Fédération du Kenya de football                                         | Fiche FIFA | Kenya                           | Kenya                           |
| KGZ       | Kirghizistan                     | Fédération du Kirghizistan de football                                  | Fiche FIFA | Kirghizistan                    | Kirghizistan                    |
| KOS       | Kosovo                           | Fédération du Kosovo de football                                        | Fiche FIFA | Kosovo                          | Kosovo                          |
| KUW       | Koweït                           | Fédération du Koweït de football                                        | Fiche FIFA | Koweït                          | Koweït                          |
| LAO       | Laos                             | Fédération du Laos de football                                          | Fiche FIFA | Laos                            | Laos                            |
| LES       | Lesotho                          | Fédération du Lesotho de football                                       | Fiche FIFA | Lesotho                         | Lesotho                         |
| LVA       | Lettonie                         | Fédération de Lettonie de football                                      | Fiche FIFA | Lettonie                        | Lettonie                        |
| LBN       | Liban                            | Fédération du Liban de football                                         | Fiche FIFA | Liban                           | Liban                           |
| LBR       | Liberia                          | Fédération du Liberia de football                                       | Fiche FIFA | Liberia                         | Liberia                         |
| LBY       | Libye                            | Fédération de Libye de football                                         | Fiche FIFA | Libye                           | Libye                           |
| LIE       | Liechtenstein                    | Fédération du Liechtenstein de football                                 | Fiche FIFA | Liechtenstein                   | Liechtenstein                   |
| LTU       | Lituanie                         | Fédération de Lituanie de football                                      | Fiche FIFA | Lituanie                        | Lituanie                        |
| LUX       | Luxembourg                       | Fédération luxembourgeoise de football                                  | Fiche FIFA | Luxembourg                      | Luxembourg                      |
| MAC       | Macao                            | Fédération de Macao de football                                         | Fiche FIFA | Macao                           | Macao                           |
| MKD       | Macédoine du Nord                | Fédération de Macédoine du Nord de football                             | Fiche FIFA | Macédoine du Nord               | Macédoine du Nord               |
| MAD       | Madagascar                       | Fédération malgache de football                                         | Fiche FIFA | Madagascar                      | Madagascar                      |
| MAS       | Malaisie                         | Fédération de Malaisie de football                                      | Fiche FIFA | Malaisie                        | Malaisie                        |
| MWI       | Malawi                           | Fédération du Malawi de football                                        | Fiche FIFA | Malawi                          | Malawi                          |
| MDV       | Maldives                         | Fédération des Maldives de football                                     | Fiche FIFA | Maldives                        | Maldives                        |
| MLI       | Mali                             | Fédération malienne de football                                         | Fiche FIFA | Mali                            | Mali                            |
| MLT       | Malte                            | Fédération de Malte de football                                         | Fiche FIFA | Malte                           | Malte                           |
| MAR       | Maroc                            | Fédération royale marocaine de football                                 | Fiche FIFA | Maroc                           | Maroc                           |
| MRI       | Maurice                          | Fédération de Maurice de football                                       | Fiche FIFA | Maurice                         | Maurice                         |
| MTN       | Mauritanie                       | Fédération de football de la république islamique de Mauritanie         | Fiche FIFA | Mauritanie                      | Mauritanie                      |
| MEX       | Mexique                          | Fédération du Mexique de football                                       | Fiche FIFA | Mexique                         | Mexique                         |
| MDA       | Moldavie                         | Fédération moldave de football                                          | Fiche FIFA | Moldavie                        | Moldavie                        |
| MNG       | Mongolie                         | Fédération de Mongolie de football                                      | Fiche FIFA | Mongolie                        | Mongolie                        |
| MNE       | Monténégro                       | Fédération du Monténégro de football                                    | Fiche FIFA | Monténégro                      | Monténégro                      |
| MSR       | Montserrat                       | Fédération de Montserrat de football                                    | Fiche FIFA | Montserrat                      | pas d'équipe                    |
| MOZ       | Mozambique                       | Fédération du Mozambique de football                                    | Fiche FIFA | Mozambique                      | Mozambique                      |
| NAM       | Namibie                          | Fédération de Namibie de football                                       | Fiche FIFA | Namibie                         | Namibie                         |
| NEP       | Népal                            | Fédération du Népal de football                                         | Fiche FIFA | Népal                           | Népal                           |
| NCA       | Nicaragua                        | Fédération du Nicaragua de football                                     | Fiche FIFA | Nicaragua                       | Nicaragua                       |
| NIG       | Niger                            | Fédération nigérienne de football                                       | Fiche FIFA | Niger                           | Niger                           |
| NGA       | Nigeria                          | Fédération du Nigeria de football                                       | Fiche FIFA | Nigeria                         | Nigeria                         |
| NOR       | Norvège                          | Fédération de Norvège de football                                       | Fiche FIFA | Norvège                         | Norvège                         |
| NCL       | Nouvelle-Calédonie               | Fédération calédonienne de football                                     | Fiche FIFA | Nouvelle-Calédonie              | Nouvelle-Calédonie              |
| NZL       | Nouvelle-Zélande                 | Fédération de Nouvelle-Zélande de football                              | Fiche FIFA | Nouvelle-Zélande                | Nouvelle-Zélande                |
| OMA       | Oman                             | Fédération d'Oman de football                                           | Fiche FIFA | Oman                            | pas d'équipe                    |
| UGA       | Ouganda                          | Fédération d'Ouganda de football                                        | Fiche FIFA | Ouganda                         | Ouganda                         |
| UZB       | Ouzbékistan                      | Fédération d'Ouzbékistan de football                                    | Fiche FIFA | Ouzbékistan                     | Ouzbékistan                     |
| PAK       | Pakistan                         | Fédération du Pakistan de football                                      | Fiche FIFA | Pakistan                        | Pakistan                        |
| PLE       | Palestine                        | Fédération de Palestine de football                                     | Fiche FIFA | Palestine                       | Palestine                       |
| PAN       | Panama                           | Fédération du Panama de football                                        | Fiche FIFA | Panama                          | Panama                          |
| PNG       | Papouasie-Nouvelle-Guinée        | Fédération papouane-néo-guinéenne de football                           | Fiche FIFA | Papouasie-Nouvelle-Guinée       | Papouasie-Nouvelle-Guinée       |
| PAR       | Paraguay                         | Association paraguayenne de football                                    | Fiche FIFA | Paraguay                        | Paraguay                        |
| NED       | Pays-Bas                         | Fédération royale néerlandaise de football                              | Fiche FIFA | Pays-Bas                        | Pays-Bas                        |
| WAL       | Galles                           | Fédération de football de Galles                                        | Fiche FIFA | Pays de Galles                  | Pays de Galles                  |
| PER       | Pérou                            | Fédération péruvienne de football                                       | Fiche FIFA | Pérou                           | Pérou                           |
| PHI       | Philippines                      | Fédération des Philippines de football                                  | Fiche FIFA | Philippines                     | Philippines                     |
| POL       | Pologne                          | Fédération polonaise de football                                        | Fiche FIFA | Pologne                         | Pologne                         |
| PUR       | Porto Rico                       | Fédération de Porto Rico de football                                    | Fiche FIFA | Porto Rico                      | Porto Rico                      |
| POR       | Portugal                         | Fédération portugaise de football                                       | Fiche FIFA | Portugal                        | Portugal                        |
| QAT       | Qatar                            | Fédération du Qatar de football                                         | Fiche FIFA | Qatar                           | Qatar                           |
| COD       | République démocratique du Congo | Fédération congolaise de football association                           | Fiche FIFA | RD Congo                        | RD Congo                        |
| CTA       | République centrafricaine        | Fédération centrafricaine de football                                   | Fiche FIFA | Centrafrique                    | République centrafricaine       |
| DOM       | République dominicaine           | Fédération de République dominicaine de football                        | Fiche FIFA | République dominicaine          | République dominicaine          |
| CZE       | République tchèque               | Fédération de République tchèque de football                            | Fiche FIFA | Tchéquie                        | Tchéquie                        |
| ROU       | Roumanie                         | Fédération roumaine de football                                         | Fiche FIFA | Roumanie                        | Roumanie                        |
| RUS       | Russie                           | Fédération de Russie de football                                        | Fiche FIFA | Russie                          | Russie                          |
| RWA       | Rwanda                           | Fédération Rwandaise de Football Association                            | Fiche FIFA | Rwanda                          | Rwanda                          |
| SKN       | Saint-Christophe-et-Niévès       | Fédération de Saint-Christophe-et-Niévès de football                    | Fiche FIFA | Saint-Christophe-et-Niévès      | Saint-Christophe-et-Niévès      |
| SMR       | Saint-Marin                      | Fédération de Saint-Marin de football                                   | Fiche FIFA | Saint-Marin                     | pas d'équipe                    |
| VIN       | Saint-Vincent-et-les-Grenadines  | Fédération de Saint-Vincent-et-les-Grenadines de football               | Fiche FIFA | Saint-Vincent-et-les-Grenadines | Saint-Vincent-et-les-Grenadines |
| LCA       | Sainte-Lucie                     | Fédération de Sainte-Lucie de football                                  | Fiche FIFA | Sainte-Lucie                    | Sainte-Lucie                    |
| SLV       | Salvador                         | Fédération du Salvador de football                                      | Fiche FIFA | Salvador                        | Salvador                        |
| SAM       | Samoa                            | Fédération des Samoa de football                                        | Fiche FIFA | Samoa                           | Samoa                           |
| ASA       | Samoa américaines                | Fédération des Samoa américaines de football                            | Fiche FIFA | Samoa américaines               | Samoa américaines               |
| STP       | Sao Tomé-et-Principe             | Fédération de Sao Tomé-et-Principe de football                          | Fiche FIFA | Sao Tomé-et-Principe            | Sao Tomé-et-Principe            |
| SEN       | Sénégal                          | Fédération sénégalaise de football                                      | Fiche FIFA | Sénégal                         | Sénégal                         |
| SRB       | Serbie                           | Fédération de Serbie de football                                        | Fiche FIFA | Serbie                          | Serbie                          |
| SEY       | Seychelles                       | Fédération des Seychelles de football                                   | Fiche FIFA | Seychelles                      | Seychelles                      |
| SLE       | Sierra Leone                     | Fédération de Sierra Leone de football                                  | Fiche FIFA | Sierra Leone                    | Sierra Leone                    |
| SGP       | Singapour                        | Fédération de Singapour de football                                     | Fiche FIFA | Singapour                       | Singapour                       |
| SVK       | Slovaquie                        | Fédération slovaque de football                                         | Fiche FIFA | Slovaquie                       | Slovaquie                       |
| SVN       | Slovénie                         | Fédération de Slovénie de football                                      | Fiche FIFA | Slovénie                        | Slovénie                        |
| SOM       | Somalie                          | Fédération de Somalie de football                                       | Fiche FIFA | Somalie                         | Somalie                         |
| SDN       | Soudan                           | Fédération du Soudan de football                                        | Fiche FIFA | Soudan                          | Soudan                          |
| SSD       | Soudan du Sud                    | Fédération de football du Soudan du Sud                                 | Fiche FIFA | Soudan du Sud                   | Soudan du Sud                   |
| SRI       | Sri Lanka                        | Fédération du Sri Lanka de football                                     | Fiche FIFA | Sri Lanka                       | Sri Lanka                       |
| SWE       | Suède                            | Fédération suédoise de football                                         | Fiche FIFA | Suède                           | Suède                           |
| SUI       | Suisse                           | Association suisse de football                                          | Fiche FIFA | Suisse                          | Suisse                          |
| SUR       | Suriname                         | Fédération du Suriname de football                                      | Fiche FIFA | Suriname                        | Suriname                        |
| SYR       | Syrie                            | Fédération de Syrie de football                                         | Fiche FIFA | Syrie                           | Syrie                           |
| TJK       | Tadjikistan                      | Fédération du Tadjikistan de football                                   | Fiche FIFA | Tadjikistan                     | Tadjikistan                     |
| TAH       | Tahiti                           | Fédération tahitienne de football                                       | Fiche FIFA | Tahiti                          | Tahiti                          |
| TPE       | Taïwan                           | Fédération de Taipei chinois de football                                | Fiche FIFA | Taipei chinois                  | Taipei chinois                  |
| TAN       | Tanzanie                         | Fédération de Tanzanie de football                                      | Fiche FIFA | Tanzanie                        | Tanzanie                        |
| CHA       | Tchad                            | Fédération tchadienne de football                                       | Fiche FIFA | Tchad                           | Tchad                           |
| THA       | Thaïlande                        | Fédération de Thaïlande de football                                     | Fiche FIFA | Thaïlande                       | Thaïlande                       |
| TLS       | Timor oriental                   | Fédération du Timor oriental de football                                | Fiche FIFA | Timor oriental                  | Timor oriental                  |
| TOG       | Togo                             | Fédération togolaise de football                                        | Fiche FIFA | Togo                            | Togo                            |
| TGA       | Tonga                            | Fédération des Tonga de football                                        | Fiche FIFA | Tonga                           | Tonga                           |
| TRI       | Trinité-et-Tobago                | Fédération de Trinité-et-Tobago de football                             | Fiche FIFA | Trinité-et-Tobago               | Trinité-et-Tobago               |
| TUN       | Tunisie                          | Fédération tunisienne de football                                       | Fiche FIFA | Tunisie                         | Tunisie                         |
| TKM       | Turkménistan                     | Fédération du Turkménistan de football                                  | Fiche FIFA | Turkménistan                    | Turkménistan                    |
| TUR       | Turquie                          | Fédération de Turquie de football                                       | Fiche FIFA | Turquie                         | Turquie                         |
| UKR       | Ukraine                          | Fédération de football d'Ukraine                                        | Fiche FIFA | Ukraine                         | Ukraine                         |
| URU       | Uruguay                          | Association uruguayenne de football                                     | Fiche FIFA | Uruguay                         | Uruguay                         |
| VAN       | Vanuatu                          | Fédération du Vanuatu de football                                       | Fiche FIFA | Vanuatu                         | Vanuatu                         |
| VEN       | Venezuela                        | Fédération vénézuélienne de football                                    | Fiche FIFA | Venezuela                       | Venezuela                       |
| VIE       | Viêt Nam                         | Fédération du Viêt Nam de football                                      | Fiche FIFA | Vietnam                         | Vietnam                         |
| YEM       | Yémen                            | Fédération du Yémen de football                                         | Fiche FIFA | Yémen                           | pas d'équipe                    |
| ZAM       | Zambie                           | Fédération de Zambie de football                                        | Fiche FIFA | Zambie                          | Zambie                          |
| ZIM       | Zimbabwe                         | Fédération du Zimbabwe de football                                      | Fiche FIFA | Zimbabwe                        | Zimbabwe                        |

## Listes des codes pays membres non reconnus par la FIFA
| Code FIFA | Pays / Nation          | Fédération nationale                              | Fiche confédération | Équipe masculine       | Équipe féminine             |
| --------- | ---------------------- | ------------------------------------------------- | ------------------- | ---------------------- | --------------------------- |
| BOE       | Bonaire                | Fédération de football de Bonaire                 | Fiche CONCACAF      | Bonaire                | Modèle:BOE football féminin |
| GUF       | Guyane                 | Ligue de football de la Guyane                    | Fiche CONCACAF      | Guyane                 | Modèle:GUF football féminin |
| GBR       | Grande-Bretagne        | -                                                 | -                   | Grande-Bretagne        | Grande-Bretagne             |
| GLP       | Guadeloupe             | Ligue guadeloupéenne de football                  | Fiche CONCACAF      | Guadeloupe             | Guadeloupe                  |
| NMI       | Îles Mariannes du Nord | Fédération des îles Mariannes du Nord de football | Fiche AFC           | Îles Mariannes du Nord | Îles Mariannes du Nord      |
| KIR       | Kiribati               | Fédération des Kiribati de football               | -                   | Kiribati               | Kiribati                    |
| MTQ       | Martinique             | Ligue de football de la Martinique                | Fiche CONCACAF      | Martinique             | Martinique                  |
| NIU       | Niue                   | Association de football de l'île de Niue          | -                   | Niue                   | Modèle:NIU football féminin |
| REU       | Réunion                | Ligue réunionnaise de football                    | Fiche CAF           | La Réunion             | La Réunion                  |
| SMN       | Saint-Martin           | Comité de football des Îles du Nord               | Fiche CONCACAF      | Saint-Martin           | Modèle:SMN football féminin |
| SMA       | Sint Maarten           | Fédération de Sint Maarten de football            | Fiche CONCACAF      | Sint Maarten           | Modèle:SMA football féminin |
| TUV       | Tuvalu                 | Fédération des Tuvalu de football                 | -                   | Tuvalu                 | Modèle:TUV football féminin |
| ZAN       | Zanzibar               | Fédération de Zanzibar de football                | Fiche CAF           | Zanzibar               | Zanzibar                    |

## Listes des codes pays non membres et non reconnus par la FIFA
| Code FIFA | Pays / Nation            | Fédération nationale                                   | Fiche confédération | Équipe masculine         | Équipe féminine             |
| --------- | ------------------------ | ------------------------------------------------------ | ------------------- | ------------------------ | --------------------------- |
| ALA       | Åland                    | Association d'Åland de football                        | -                   | Åland                    | Åland                       |
| COR       | Corse                    | Corsica Football Association                           | -                   | Corse                    | Modèle:COR football féminin |
| GRL       | Groenland                | Fédération du Groenland de football                    | -                   | Groenland                | Groenland                   |
| GUE       | Guernesey                | Fédération de Guernesey de football                    | -                   | Guernesey                | Modèle:GUE football féminin |
| IMA       | Île de Man               | Fédération de l'Île de Man de football                 | -                   | Île de Man               | Modèle:IMA football féminin |
| FLK       | Îles Malouines           | Ligue de football des Îles Malouines                   | -                   | Modèle:FLK football      | Modèle:FLK football féminin |
| MHL       | Îles Marshall            | Fédération des Îles Marshall de soccer                 | -                   | Îles Marshall            | Modèle:MHL football féminin |
| JER       | Jersey                   | Fédération de Jersey de football                       | -                   | Jersey                   | Modèle:JER football féminin |
| MYT       | Mayotte                  | Ligue mahoraise de football                            | -                   | Mayotte                  | Mayotte                     |
| FSM       | Micronésie               | Fédération des États fédérés de Micronésie de football | -                   | Micronésie               | Modèle:FSM football féminin |
| MCO       | Monaco                   | Fédération monégasque de football                      | -                   | Monaco                   | Modèle:MCO football féminin |
| PLW       | Palaos                   | Fédération des Palaos de football                      | -                   | Palaos                   | Modèle:PLW football féminin |
| EUS       | Pays basque              | Fédération du Pays basque de football                  | -                   | Modèle:EUS football      | Modèle:EUS football féminin |
| ESH       | Sahara occidental        | Fédération du Sahara occidental de football            | -                   | Modèle:ESH football      | Modèle:ESH football féminin |
| BLM       | Saint-Barthélémy         | Comité de football des Îles du Nord                    | -                   | Modèle:BLM football      | Modèle:BLM football féminin |
| SPM       | Saint-Pierre-et-Miquelon | Ligue de football de Saint-Pierre-et-Miquelon          | -                   | Saint-Pierre-et-Miquelon | Modèle:SPM football féminin |
| SHN       | Sainte-Hélène            | Fédération de Sainte-Hélène de football                | -                   | Modèle:SHN football      | Modèle:SHN football féminin |
| VAT       | Vatican                  | Fédération du Vatican de football                      | -                   | Vatican                  | Vatican                     |
| WLF       | Wallis-et-Futuna         | Fédération de Ligue de Football de Wallis-et-Futuna    | -                   | Wallis-et-Futuna         | Modèle:WLF football féminin |

## Codes désuets
Ces codes sont utilisés pour désigner d’anciennes formations aujourd’hui disparues.